# Gavin Robinson

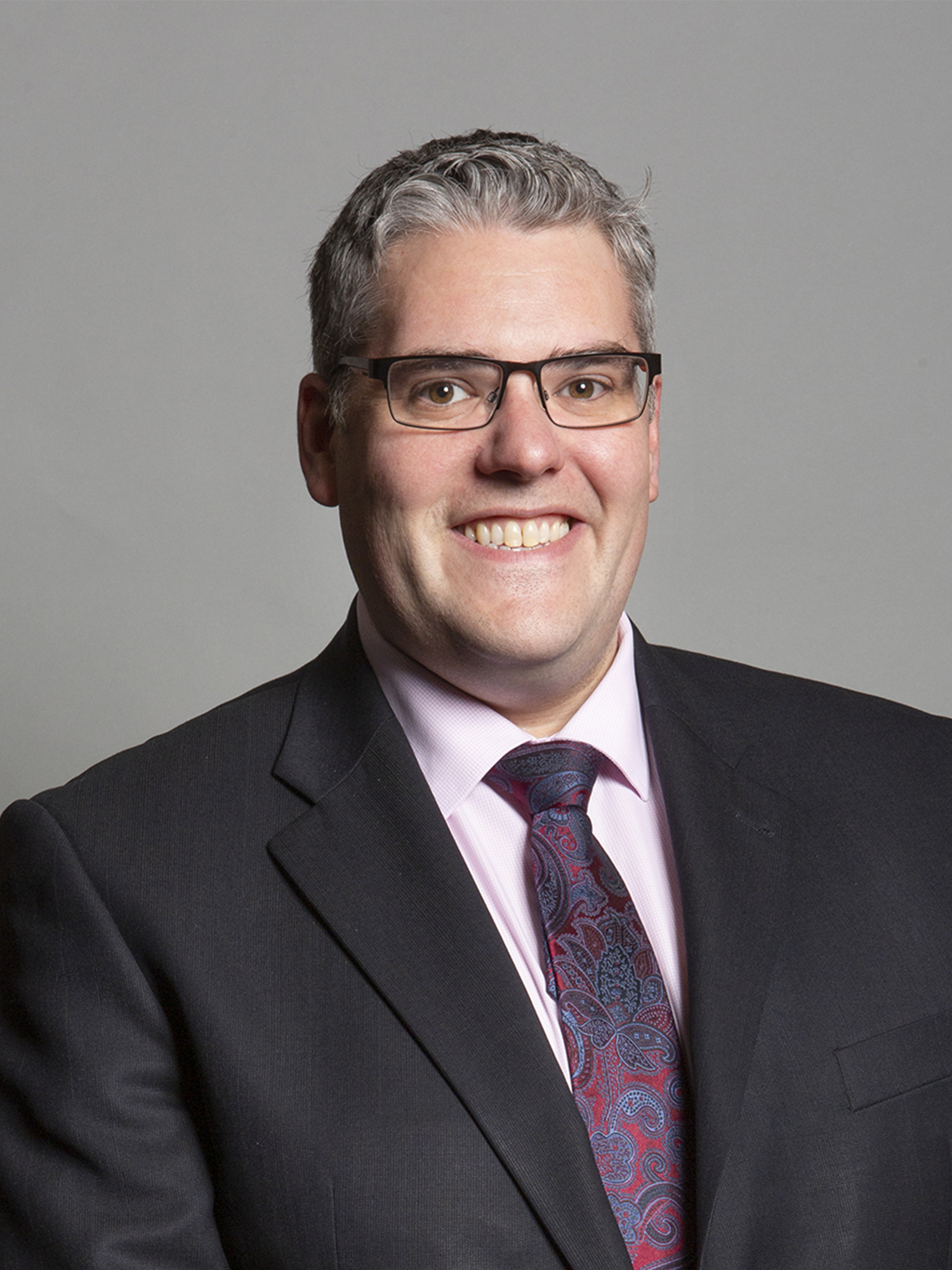
Gavin Robinson, 2019

Gavin James Robinson (Belfast, 22 november 1984) is een Noord-Ierse politicus voor de Democratic Unionist Party (DUP)  Hij is sinds 2015 lid van het Britse Lagerhuis voor het kiesdistrict Belfast East. Eerder was hij in Belfast actief in de locale politiek. Sinds maart 2024 is hij politiek leider van de DUP. 

## Biografie
Robinson groeide op in East Belfast. Hij studeerde rechten en bestuur aan de Ulster University, en haalde een Master in Ierse politiek aan Queen's University Belfast.  Na zijn studie was hij werkzaam als advocaat. 
Robinson was adviseur van Peter Robinson (geen familie) toen deze first-minister van Noord-Ierland was (2008-2010). Hij werd in maart 2010 namens de Democratic Unionist Party gecoöpteerd voor de gemeenteraad van Belfast. Na de lokale verkiezingen van 2011 werd hij wethouder, en was Lord Mayor van Belfast in 2012-2013. Bij de Britse algemene verkiezingen van 2015 werd hij gekozen als Lagerhuislid voor het kiesdistrict Belfast East. 
In juni 2023 werd hij door de DUP-leden in de Noord-Ierse Assemblee en het Lagerhuis verkozen tot plaatsvervangend leider van de partij, als tweede man achter partijleider Jeffrey Donaldson. Op 29 maart 2024  werd Robinson onverwacht interim-leider van de DUP: Donaldson was met onmiddellijke ingang afgetreden omdat er een politieonderzoek naar hem liep in verband met historische zedendelicten. Op 29 mei 2024 werd Robinson formeel benoemd tot partijleider. 
Robinson wordt gerekend tot de meer liberale vleugel van de sociaal conservatieve DUP. Hij was de eerste DUP politicus die een Pride-bijeenkomst bijwoonde maar stemde tegen lgbt-inclusief onderwijs. Hij is sinds maart 2024 lid van de Privy Council.

## Externe bronnen
- Profiel Gavin Robinson op officiële website Britse Lagerhuis